# Enzo Modica
Enzo Modica (Roma, 10 febbraio 1923 – 4 gennaio 1989) è stato un politico e giornalista italiano.

## Biografia
Attivo durante la Resistenza, quando - da studente all'Università di Roma - organizza i consigli di facoltà antifascisti ed è militante del Fronte della gioventù per l'indipendenza nazionale e per la libertà.
Nel dopoguerra è tra i dirigenti della federazione provinciale romana del Partito Comunista Italiano e segretario regionale nel Lazio. Nel Congresso del 1966 diventa membro del Comitato centrale del PCI. Attivo sui temi della cultura, dirige la rivista “Incontri Oggi”.
Viene eletto al Senato con il PCI nel 1972. È poi riconfermato a Palazzo Madama anche dopo le elezioni politiche del 1976 e quelle del 1979, restando in carica fino al 1983.